# Trialetibergen
Trialetibergen (georgiska: თრიალეთის ქედი, Trialetis kedi) är en bergskedja i Georgien. Den har en utsträckning på 150 km i norra delen av Lilla Kaukasus, från regionen Samtsche-Dzjavachetien i väster, via Inre Kartlien i och Nedre Kartlien, till Mtscheta-Mtianeti i sin östligaste del, nära Tbilisi. Geologiskt finner man här vulkaniska bergarter och flysch.